# Безумец (фильм, 1982)
«Безумец» (англ. Madman) —  американский слэшер 1982 года режиссёра Джея Джанноне. Центральная предпосылка фильма и главный антагонист были изменены в последнюю минуту из-за конфликтов с создателями «Сожжения» (1981).

## Сюжет
В летнем лагере подросток кричит имя серийного убийцы «Безумец Марц». Внезапно вожатые подвергаются нападениям и погибают от рук убийцы, который вернулся, когда его имя было произнесено.

## В ролях
- Гэйлен Росс (в титрах Алексис Дубин) — Бетси
- Тони Фиш — Т.П.
- Харриет Басс — Стейси
- Сет Джонс — Дэйв
- Жан Клер — Элли
- Алекс Мерфи — Билла
- Том Кандела (в титрах Джимми Стил) — Риччи
- Фредерик Ньюманн (в титрах Карл Фредерикс) — Макс
- Майкл Салливан — Диппи
- Пол Элерс — Безумец Марц

## Релиз
Фильм был выпущен на DVD в 2002 году компанией Anchor Bay Entertainment. Был повторно выпущен на DVD компанией Code Red 28 сентября 2010 года. 12 мая 2015 года независимый лейбл Vinegar Syndrome впервые выпустил Blu-ray с новой реставрацией с оригинальных негативов в 4K.

## Критика
На агрегаторе рецензий Rotten Tomatoes рейтинг одобрения составляет 36 % на основе 11 обзоров со средним рейтингом 4 из 10.
Линда Гросс из Los Angeles Times назвала сценарий «предсказуемым», а фильм «еще одним действительно ужасным и нелепым фильмом ужасов о сумасшедшем убийце с топором, скрывающемся в лагере для одаренных детей». Journal News назвал его «фильмом, пародирующим разочарование повседневной жизни — машина, которая не заводится, когда она больше всего нужна, фонарик, который отказывается гореть, петля, которая не развяжется, если попадет на шею». Baltimore Evening Sun раскритиковал неоригинальность фильма, написав: «Обычная бойня».